# Luca Ruch
Luca Ruch (* 31. Mai 1989) ist ein ehemaliges Schweizer Model. Er war der Mister Schweiz des Jahres 2011.

## Leben
Ruch ist schweizerisch-italienischer Herkunft. Sein Schweizer Vater ist Steuerkommissär; seine italienische Mutter arbeitet in einer Praxis für Physiotherapie. Ruchs Eltern leben seit mehreren Jahren getrennt. Ruch hat noch eine ältere Schwester, Catia. Ruch ist gelernter Bankkaufmann. Er studierte ab 2010 im Studiengang Wirtschaft und Management an der Zürcher Hochschule für Angewandte Wissenschaften in Winterthur. Nach seiner Wahl zum Mister Schweiz brach Ruch sein Studium vorläufig ab; er beabsichtigte eine Wiederaufnahme seines Studiums zum September 2012.
Ruch lebt (Stand: 2011) mit seiner Mutter und Schwester in Frauenfeld im Kanton Thurgau. Seit 2009 ist er mit der Psychologiestudentin und dem Fotomodell Daniela Niederer liiert.
Ruch spielt privat seit mehreren Jahren Fussball beim Schweizer Fussballclub FC Frauenfeld, seit 2007 dort im Fanionteam, in der Ersten Mannschaft.

## Mister Schweiz
Ruch wurde am 2. April 2011 in der Bodensee-Arena in Kreuzlingen zum Mister Schweiz 2011 gewählt. Er tritt die Nachfolge von Jan Bühlmann an. Er setzte sich im Wettbewerb gegen zehn weitere Kandidaten durch. Ruch hatte sich nach einer Wette mit Freunden relativ kurzfristig erst zu einer Teilnahme am Mister-Schweiz-Wettbewerb entschlossen.
Ruch erhielt nach seiner Wahl Werbeaufträge als Model und diverse Sponsoring-Verträge. In den ersten neun Wochen seiner Amtszeit verdiente Ruch über 150'000 Schweizer Franken; ein Ergebnis, das zuvor noch von keinem anderen Mister-Schweiz-Sieger erzielt worden war. Kurz nach seiner Wahl zum Mister Schweiz absolvierte er Fotoaufnahmen für die ForMEn-Collection der Schweizer Schmuckfirma Rhomberg. Für das Schweizer Taschenlabel 0714 standen Ruch und Niederer 2011 gemeinsam vor der Kamera.
Für Schlagzeilen sorgte im Juni 2011 Ruchs Teilnahme bei einer Wanderung auf dem Jakobsweg von Schwyz nach Einsiedeln; Ruch war von einer Schweizer Krankenkasse als Werbeträger gebucht worden. Ruch, evangelisch-reformiert getauft und konfirmiert, hatte zuvor in mehreren Interviews erklärt, dass Religion für ihn keine Bedeutung habe.